# Лари, Захра
За́хра Лари́ (араб. زهرة لاري‎; родилась 3 марта 1995) — фигуристка из Объединённых Арабских Эмиратов, двукратная чемпионка ОАЭ. Она является первой фигуристкой из ОАЭ, которая выступила на международном уровне. Захра исповедует ислам и выступает на соревнованиях в хиджабе, также став первой подобной фигуристкой. Она надеется послужить вдохновением для других молодых женщин.

## Биография
Захра Лари родом из Абу-Даби, ОАЭ. Ее мать родом из Северной Каролины и приняла ислам до встречи с отцом- подданным эмиратов - в университете в Атланте. Захра решила попробовать заняться фигурным катанием в возрасте 11 лет, посмотрев фильм Принцесса льда. В настоящее время она учится в университете Абу-Даби, где изучает гигиену и безопасность окружающей среды, хотя надеется продолжить карьеру в фигурном катании, став тренером. В 2017 году она была включена в рекламное объявление Nike, Inc. с участием женщин-мусульманок.

## Карьера

### Ранняя карьера
Лари встала на коньки 13 лет в Зайед Спорт Сити. Хотя мать первоначально её поддерживала, прошло некоторое время, прежде чем её отец позволил ей участвовать в соревнованиях, так как предпочитал, чтобы она продолжала кататься на коньках только в качестве хобби. Однако после того, как он увидел, насколько она увлечена спортом, он дал своё согласие.

### Сезон 2011/2012
Международный дебют на юниорском уровне состоялся в сезоне 2011/2012 на Кубке Европы в Канацеи. Она получила штраф за прокат из-за её хиджаба, поскольку он не являлся частью костюма, как это требовалось по правилам ИСУ. Однако после рассмотрения вопроса с международным союзом конькобежцев, они изменили правило, разрешив носить платки на соревнованиях.

### Влияние
Документальный фильм о Лари и Принцессе льда, рассказывающий о карьере Лари и влиянии студии Дисней на неё, а также интервью со многими, кто участвовал в создании фильма, в настоящее время находится в стадии подготовки к съёмкам в Størmerlige Productions в результате кампании #DreamBigPrincess и кампании Лари в помощь женщинам и спорту на Ближнем Востоке и за его пределами.

### Зимняя Универсиада 2019 года
Лари приняла участие в Зимней Универсиаде-2019 в Красноярске, Россия, и стала первой фигуристкой из ОАЭ, принявшей участие в Зимней Универсиаде. В короткой программе она набрала 24,90 балла и не отобралась в финал.